# 前傳 (歌曲)
《前傳》是香港選秀節目《全民造星》系列（第一至四季由香港電視娛樂製作，第五季由MakerVille製作）的主題曲。李拾壹、CMgroovy作曲，李拾壹填詞，而每季主題曲的編曲和監製各有不同。

## 各季主題曲

### 《Good Night Show全民造星》
《Good Night Show全民造星》的主題曲《前傳》由李拾壹、CMgroovy兼任編曲和監製。MV於2018年6月17日發佈，99強參賽者參與拍攝。在正式發佈MV前，於銅鑼灣百德新街行人專用區公開表演。

### 《全民造星II》
《全民造星II》的主題曲《前傳》由Eagle Chan編曲，李拾壹、CMgroovy監製。MV於2019年9月19日發佈，96強參賽者參與拍攝。

### 《全民造星III》
《全民造星III》的主題曲《前傳》由Josh Yeung、Heartgrey編曲，CMgroovy監製，是第一次有男女聲的版本。MV於2020年10月23日發佈，50強參賽者參與拍攝，導演為Himtos Lam和Alfred Cho。

### 《全民造星IV》
《全民造星IV》的主題曲《前傳》由XTIE編曲，CMgroovy、Terence 'Dull' Liu、XTIE監製，是第一次全女聲的版本。96強參賽者分成三組參與拍攝MV。
第一部MV「2021夏の首部曲：造星の駅」於2021年10月10日發佈，導演為Himtos Lam，副導演為Justin Law和Endy Chan，拍攝地點為獅子山公園棒球場。
第二部MV「2021夏の次部曲：始発の駅」於2021年10月17日發佈，導演為Justin Law，副導演為Himtos Lam和Endy Chan，拍攝地點為萬宜水庫東壩。
第三部MV「2021夏の三部曲：女團の駅」於2021年10月24日發佈，導演為Endy Chan，副導演為Himtos Lam和Justin Law，拍攝地點為美國國際學校、香港青年協會賽馬會西貢戶外訓練營、天主教慈幼會伍少梅中學和屯赤隧道附近浩和街。

### 《全民造星V》
《全民造星V》的主題曲《前傳》由Mark Tai編曲，Mark Tai、CMgroovy監製，Bron、Chit、Taco填Rap詞。MV於2023年4月27日發佈，94強參賽者參與拍攝，導演為K. Cheng、Piy Cheung、Lance Luk，第一副導演為Checkin Yue，第二副導演為Lee Sung Man Lawrence、Justin Lau、Kwok Tsz Chun，部份片段於加拿大拍攝。

## 外部連結
- YouTube：《全民造星》主題曲《前傳》 MV （页面存档备份，存于）
- YouTube：《全民造星II》主題曲《前傳》 MV （页面存档备份，存于）
- YouTube：《全民造星III》主題曲《前傳》 MV （页面存档备份，存于）
- YouTube：《全民造星IV》主題曲《前傳》 MV 2021夏の首部曲：造星の駅 （页面存档备份，存于）
- YouTube：《全民造星IV》主題曲《前傳》 MV 2021夏の次部曲：始発の駅 （页面存档备份，存于）
- YouTube：《全民造星IV》主題曲《前傳》 MV 2021夏の三部曲：女團の駅 （页面存档备份，存于）
- YouTube：《全民造星V》主題曲《前傳》 MV （页面存档备份，存于）
- YouTube：《全民造星V》主題曲《前傳》 Dance Version MV （页面存档备份，存于）